# Grand Prix automobile d'Italie 1925
Le Grand Prix automobile d'Italie 1925 est un Grand Prix qui s'est tenu à l'autodrome de Monza le 6 septembre 1925.

## Classement
| Pos. | no | Pilote                            | Châssis             | Tours | Temps/Abandon       |
| ---- | -- | --------------------------------- | ------------------- | ----- | ------------------- |
| 1    | 14 | Gastone Brilli-Peri               | Alfa Romeo P2       | 80    | 5 h 14 min 33 s     |
| 2    | 5  | Giuseppe Campari Giovanni Minozzi | Alfa Romeo P2       | 80    | 5 h 33 min 30 s     |
| 3    | 19 | Meo Costantini                    | Bugatti Type 39     | 80    | 5 h 44 min 40 s     |
| 4    | 7  | Tommy Milton                      | Duesenberg 122      | 80    | 5 h 46 min 40 s     |
| 5    | 10 | Pete DePaolo                      | Alfa Romeo P2       | 80    | 5 h 48 min 10 s     |
| 6    | 23 | Ferdinand de Vizcaya              | Bugatti Type 37     | 80    | 5 h 50 min 49 s     |
| 7    | 24 | Giulio Foresti                    | Bugatti Type 37     | 80    | 5 h 55 min 18 s     |
| 8    | 21 | Pierre de Vizcaya                 | Bugatti Type 37     | 80    | 6 h 1 min 37 s      |
| Abd. | 22 | Jules Goux                        | Bugatti Type 39     | 64    | Réservoir d'essence |
| Abd. | 1  | Emilio Materassi                  | Diatto GP           | 39    | Mécanique           |
| Abd. | 2  | Santoleri                         | Chiribiri 12/16     | 38    | Accident            |
| Abd. | 6  | Alfieri Maserati                  | Diatto 20S          | 38    | Mécanique           |
| Abd. | 20 | Luigi Platé                       | Chiribiri 12/16     | 13    | Mécanique           |
| Abd. | 4  | Albert Guyot                      | Guyot Speciale GS25 | 8     | Mécanique           |
| Abd. | 18 | Ernest Eldridge                   | Eldridge Special    | 3     | Magnéto             |
| Abd. | 11 | Peter Kreis (en)                  | Duesenberg 122      | 2     | Accident            |
| Np.  | 2  | ?                                 | Duesenberg 122      |       | Non partant         |
| Np.  | 3  | Albert Divo                       | Delage 2LCV         |       | Non partant         |
| Np.  | 8  | Robert Benoist                    | Delage 2LCV         |       | Non partant         |
| Np.  | 9  | ?                                 | Rolland-Pilain      |       | Non partant         |
| Np.  | 12 | René Thomas                       | Delage 2LCV         |       | Non partant         |
| Np.  | 13 | ?                                 | Rolland-Pilain      |       | Non partant         |
| Np.  | 15 | Paul Torchy                       | Delage 2LCV         |       | Non partant         |
| Np.  | 16 | ?                                 | Alfa Romeo P2       |       | Non partant         |

Légende :
- Abd.= Abandon - Np.= Non partant